# Banjo

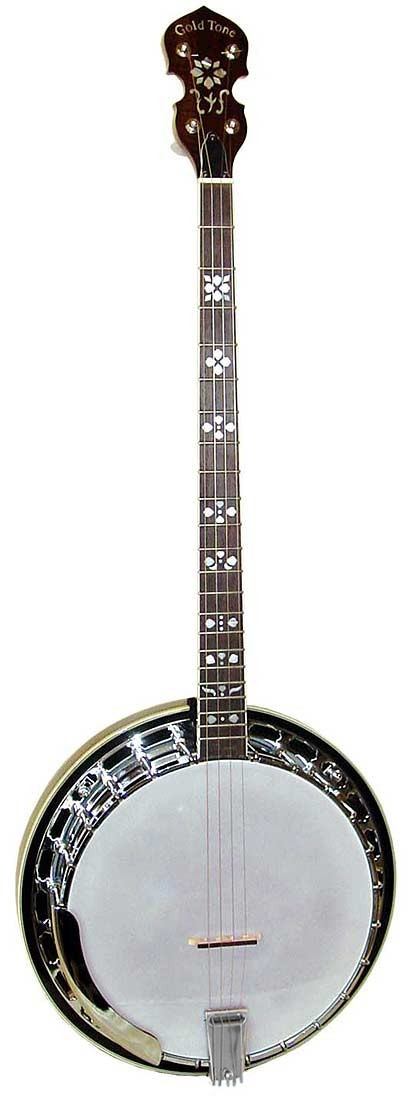
Fyrsträngad banjo

Banjo är ett stränginstrument med ett trumskinn spänt över resonanskroppen. Antalet strängar på en banjo brukar variera mellan fyra och sex.

## Historik
Ursprungligen hade banjon fyra strängar tills Joel Sweeney satte till en femte sträng på 1830-talet. Den femsträngade banjon användes i USA från början inom så kallad clawhammer (där man knäpper med två fingrar, vanligtvis tumme och långfinger) och den närbesläktade stilen frailing. Senare i början av 1900-talet användes den femsträngade banjon inom jazzmusiken med storheter som Harry Reser och Vess Ossman som dess främsta företrädare. Senare blev det allt vanligare med fyrsträngad banjo inom jazzen.
I England uppstod det en liknande utveckling inom den klassiska banjostilen där den fyrsträngade banjon var ledande men som med tiden ersattes av den femsträngade.
Den femsträngade banjon fick ett uppsving 1946 när Earl Scruggs trädde fram som medlem i Bill Monroes Bluegrass Boys med en egen banjostil, populärt kallad Scruggs-style. Detta gjorde att den femsträngade banjon blev synonym med bluegrassmusik. 
Ett annat instrument med ett trumskinn över resonanskroppen är banjolelen (mellanting mellan ukulele och banjo). Denna har dock en kortare hals. 

## Kända banjospelare (i urval)

### Clawhammer/Frailing
- Dock Boggs
- Roscoe Holcomb
- Grandpa Jones
- Uncle Dave Macon
- Charlie Poole
- Hobart Smith
- Ralph Stanley
- Don Stover
- Stringbean
- Wade Ward
- Doc Watson
- Tim Allan

### Bluegrass
- J.D. Crowe
- Béla Fleck
- Bill Keith
- Alan Munde
- Sonny Osborne
- Don Reno
- Butch Robins
- Earl Scruggs
- Ralph Stanley
- Don Stover
- Bobby Thompson
- Tony Trischka
- Eric Weissberg

### Jazz
- Vess Ossman
- Harry Reser
- Ikey Robinson
- Johnny St. Cyr
- Elmer Snowden
- Fred Van Eps
- Morris White
- Ricardo (Niels Richard Hansen)

### Klassisk banjo
- William J. Ball
- Paul Eno
- Emile Grimshaw
- Alfred Kirby
- Frank Lawes
- Joe Morley

### Irländsk folkmusik
- Barney McKenna (från The Dubliners)
- Kieran Hanrahan
- John Carty
- Angelina Carberry
- Gerry O'Connor
- Kevin Griffin
- Seamus Egan